# Tổng công ty In ấn và Bảo mật tiền tệ Hàn Quốc
Tổng công ty in ấn, đúc tiền bảo mật và điều hành thẻ ID (KOMSCO, 한국조폐공사) là một tập đoàn thuộc sở hữu của chính phủ, chịu trách nhiệm in tiền và các tài liệu khác của chính phủ. Trụ sở chính được đặt tại Daejeon, Hàn Quốc.

## Sản phẩm
Công việc chính của KOMSCO là in và đúc tiền tệ Hàn Quốc. Hiện tại tiền giấy 1000, 5000, 10.000, 50.000 KRW và các đồng tiền 1, 5, 10, 50, 100, 500 KRW được đúc và in bởi nhà máy tiền tệ của KOMSCO. Ngoài ra, họ sản xuất tất cả séc, tem và hộ chiếu Hàn Quốc.